# Tuatha Dé Danann
Els Tuatha Dé Danann ("gent de la deessa Dana, "pronunciació en irlandès modern: [t̪ˠuə(hi) dʲeː d̪ˠanˠən̪ˠ] (Oest/Nord), pronunciació en irlandès modern: [t̪ˠuəhə d'eː d̪ˠan̪ˠən̪ˠ] (Sud), pronunciació irlandesa: [t̪uaθa d̪ʲeː d̪anan̪] (irlandès antic)) van ser el cinquè grup d'habitants d'Irlanda segons la tradició del Lebor Gabála Érenn (Llibre de les Invasions), conquerint l'illa als Fir Bolg. Es pensa que representen als déus Irlandesos Goidèlics; els redactors cristians els van reduir a reis i a herois històrics.
Un poema al Llibre de Leinster enumera a molts dels Tuatha Dé, encara que finalitza "Àdhuc quan [l'autor] els enumera, ell no els adora". Goibniu, Creidhne i Luchta són referits com Trí Dée Dána ("Tres déus de l'artesania"), i el nom de Dagda és interpretat en textos medievals com "el bon déu". Fins i tot després de ser reconeguts com a governants d'Irlanda, personatges tals com Lug, Mórrígan, Aengus i Manannan apareixen en les històries situades segles més endavant, demostrant tots els signes d'immortalitat. Tenen molts paral·lels al món cèltic. Per exemple; Nuada és cognat amb el déu britànic Nodens; Lug és un reflex de la Deïtat pancèltica Lugus; Tuireann està emparentat amb el gal Taranis; Ogma amb Ogmios; i Badb amb Catubodua.

## Nom
La traducció de Tuatha Dé Danann com a "pobles de la deessa Danu" és força imprecisa. L'irlandès antic tuath (plural tuatha) significa "poble, tribu, nació"; i dé és el genitiu de día, "déu, deessa, ésser sobrenatural, objecte de culte" (sovint se'ls coneix simplement com els Tuatha Dé, una frase també usada per a referir-se als Israelites en antics texts cristians irlandesos).
Danann també és genitiu, i no se'n coneix el nominatiu. S'ha reconstruït com a Danu, que per analogia amb Anu es pren com a nom femení. Es creu que el nom del riu Danubi prové del celta, i les divinitats cèltiques pels rius solen ser femenines; la mitologia índia té una deessa anomenada Danu, que podria tenir un paral·lel indoeuropeu. Tanmateix, aquesta reconstrucció no és acceptada universalment. També s'ha escrit Donann i Domnann, que podrien haverlos vinculat amb els Fir Domnann ("homes de Domnainn"), poble associat míticament amb els Fir Bolg als mites, dels que hi ha testimonis històrics a Connacht i que podrien estar relacionats amb els dumnonii de Britànnia.

## Història llegendària

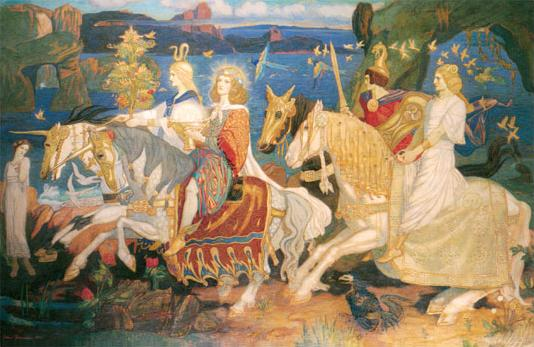
Representació dels Tuatha Dé Danann a l'obra de John Duncan "Riders of the Sidhe" (1911)

Els Tuatha Dé segons versions de textos "cristianitzats" descendeixen de Nemed, el líder d'una raça anterior d'habitants d'Irlanda. Van venir de quatre ciutats del nord, Falias, Gorias, Murias i Finias, on van adquirir les seves habilitats ocultes i qualitats. Van arribar a Irlanda, prop de l'1 de maig (la data del Festival de Beltaine), muntats sobre núvols foscs. Encara que les últimes versions racionalitzen aquest argument dient que ells mateixos van cremar les seves naus per a prevenir la retirada, i els "núvols" eren el fum produït pels vaixells incendiats.
La tradició pagana, considerava als Tuatha Dé Danann com a déus vinguts del cel. Van arribar a Irlanda, van lluitar amb els Fir Bolg, els Fir Domnann i els Galioin, així com amb els seus déus els Fomoré, i es van convertir durant un temps en els únics senyors d'Irlanda. Explica la llegenda, que van arribar a la Verda Erinn en vaixells voladors embolicats en un dens núvol fosc i que inicialment no van poder aterrar, a causa que els gegants fomores, havien creat un camp d'energia que no podien penetrar.
Conduïts pel seu rei, Nuada, van lluitar en la Primera Batalla de Magh Tuiredh (Moytura), en la costa oest, en la qual van derrotar i van desplaçar als maldestres i deficientment armats Fir Bolg, qui llavors habitaven Irlanda. Nuada va perdre un braç durant la batalla, que el remeier Dian Cecht va reemplaçar amb un braç de plata. Existia una llei que obligava als reis dels Thuata a no tenir cap deficiència física, i a causa de la seva mà ja no podia continuar com a rei. Va ser substituït per Bres, mig fomorià, qui va resultar ser un tirà. Llavors Miach li va fer un braç de carn i os, i Nuada va ser restablit com a rei.
Posteriorment, els Tuatha Dé lluitaren la Segona Batalla de Magh Tuiredh en contra dels fomorians. Nuada va ser assassinat per l'ull verinós de Balor, rei dels Fomoré, però Balor va ser matat per Lug, que va assumir el control com a rei.
Una tercera batalla va ser lluitada contra una ona subsegüent d'invasions, els Milesians, de Galícia, al nord-oest de la península Ibèrica, descendents de Míl Espáine (que potser representen als Celtes Goidèlics). Els Milesians van trobar tres deesses dels Tuatha Doni: Ériu, Banba i Fodla, que van demanar que l'illa fos nomenada en honor d'elles; Ériu és l'origen del nom modern Éire, i Banba i Fodla encara s'utilitzen de vegades com a noms poètics per designar a Irlanda.
Els seus tres esposos, Mac Cuill, Mac Cecht i Mac Gréine, que eren reis dels Tuatha Dé durant aquella època, van demanar una treva de tres dies, durant els quals els Milesians s'embarcarien a nou ones de distància des de la riba de l'illa. Els Milesians es van conformar amb la petició, però els Tuatha Dé van crear una tempesta màgica en una temptativa de conduir-los més lluny. El poeta milesià Amergin va calmar el mar amb els seus versos, i enfront del seu poble va desembarcar i va derrotar els Tuatha Dé a Tailtiu. Els Tuatha Dé van ser exiliats al subterrani a les muntanyes de Sidhe pel Dagda.
Els Tuatha Dé Danann també van lluitar contra la bruixa Carman i els seus tres fills. Es diu que ells van introduir l'ús dels carros de cavalls i el culte druida a Irlanda.

## Els quatre tresors dels Tuatha Dé Danann
Els Tuatha Dé Danann van portar quatre tresors màgics a Irlanda:
- El calder del Dagda
- La llança de Lugh
- La pedra de Fal
- L'espasa de Nuada

## Tuatha Dé Danann, Grans Reis d'Irlanda
ACM: cronologia dels Annals dels quatre mestres; FFE: cronologia basada en la durada dels regnes establerts al Forus Feasa ar Erinn de Seathrún Céitinn.
- Bres ACM 1897-1890 aC; FFE 1477-1470 aC.
- Nuada ACM 1890-1870 aC; FFE 1470-1447 aC.
- Lug ACM 1870-1830 aC; FFE 1447-1407 aC.
- Eochaid Ollathair ACM 1830-1750 aC; FFE 1407-1337 aC.
- Delbáeth ACM 1750-1740 aC; FFE 1337-1327 aC.
- Fiachna ACM 1740-1730 aC; FFE 1327-1317 aC.
- Mac Cuill, Mac Cecht i Mac Gréine ACM 1730-1700 aC; FFE 1317-1287 aC.

## Arbre genealògic dels Tuatha Dé Danann
La següent taula es basa en les genealogies publicades per Geoffrey Keating i el Lebor Gabála Érenn, i a les referències al Cath Maige Tuireadh. No és clar si els diferents Elathas i Delbáeths pretenen ser figures diferents amb el mateix nom o tradicions diferents pel que fa a la genealogia de la mateixa figura. També és notable que fomorians com Elatha i Balor estiguin estretament relacionats amb els Tuatha Dé.
```
Agnoman d'
Escítia

|

Nemed

|
Iarbonel Faidh
|
Beothach
|
Iobáth
|
Enna
| 
Tabarn
|
Tat
____________________________________|__________________________________
| |
Allai Indai
| __________________________|__________________________
| | |
Orda 
Nét
 
Elatha

| ____________________|______________________________________________ |
| | | | |
Etarlám Esar Brec Delbáeth Dot 
Bres

| | | |
| | | |
Eochaid 
Dian Cecht
 Elatha 
Balor

| | | |
| ___________|___________ _________________|______________________ |

Nuada
 | | | | | | | | | | |
(
Elcmar
) Cu Cethen 
Cian
 
Miach
 
Airmed
 
Dagda
 Fiacha Delbáeth 
Ogma
 Allód 
Ethniu

(
Nechtan
) | | | | | (
Lir
)
_____|____ | | _____________|____________ | | |
| | | | | | | | | | | |
Etarlám 
Nemain
 Bec-Felmas 
Lug
 
Cermait
 
Aengus
 
Bodb
 
Midir
 
Brigid
 
Boann
 
Delbáeth
 
Manannan

| | | (
Tuireann
)
| | _________|_________ ______________________|__________________________________
| | | | | | | | | | | | | |

Ernmas
 
Abean
 
MacCuill
 
MacCecht
 
MacGréine
 
Fiacha
 
Brian
 
Iuchar
 
Iucharba
 
Danand
 
Goibniu
 
Credne
 
Luchta
 Ollam
|__________________ |
| | | |

Ériu
 = 
Badb
 | 
Aoi

Banba
 = 
Macha
 |

Fódla
 = 
Mórrígan
 = 
Anu
```

Altres membres dels Tuatha Dé Danann són
- Abartach
- Beag
- Bechuille
- Brea
- Fand